# John Irvin
John Irvin (* 7. Mai 1940 in Newcastle upon Tyne) ist ein britischer Filmregisseur.

## Karriere
Seine Karriere begann Irvin als Regisseur von Dokumentarfilmen Ende der 1960er Jahre. So drehte er etwa Mafia No! im Jahre 1967, für den er in der Kategorie Bester Kurzfilm für einen British Film Academy Award nominiert wurde. Mitte der 1970er Jahre inszenierte er einige Fernsehfilme. 1981 verfilmte er den Roman Die Hunde des Krieges von Frederick Forsyth.

## Filmografie (Auswahl)
- 1966: East of Howerd (Fernsehfilm)
- 1967: Bedtime
- 1967: Mafia No!
- 1974: Possessions (Fernsehfilm)
- 1974: The Nearly Man (Fernsehserie)
- 1977: Hard Times (Fernsehserie)
- 1979: Dame, König, As, Spion (Mini-Fernsehserie)
- 1981: Die Hunde des Krieges (The Dogs of War)
- 1981: Zurück bleibt die Angst / Rache aus dem Reich der Toten ' (Ghost Story)
- 1984: Sein größter Sieg (Champions)
- 1985: Ozeanische Gefühle (Turtle diary, nach dem Roman von Russell Hoban)
- 1986: Der City Hai  (Raw Deal)
- 1986: Haunted: The Ferryman (Fernsehfilm)
- 1987: Hamburger Hill
- 1989: Ruf nach Vergeltung (Next of Kin)
- 1991: Robin Hood – Ein Leben für Richard Löwenherz (Robin Hood, Fernsehfilm)
- 1991: Total Control (Eminent Domain)
- 1994: Die Witwen von Widows Peak (Widows Peak)
- 1994: Freefall – Spiel mit dem Feuer (Freefall)
- 1995: Ein Sommer am See (A Month by the Lake)
- 1996: Crazy Horse – Der stolze Krieger (Crazy Horse, Fernsehfilm)
- 1997: City of Industry
- 1998: The Sound of War (When Trumpets Fade, Fernsehfilm)
- 1999: Arche Noah – Das größte Abenteuer der Menschheit (Noah’s Ark)
- 2000: Shiner – Jenseits von Gut und Böse (Shiner)
- 2001: Der vierte Engel (The Fourth Angel)
- 2003: The Boys from County Clare
- 2005: Dot.Kill
- 2005: The Fine Art of Love: Mine Ha-Ha
- 2006: The Moon and the Stars